# Brugse godshuizen

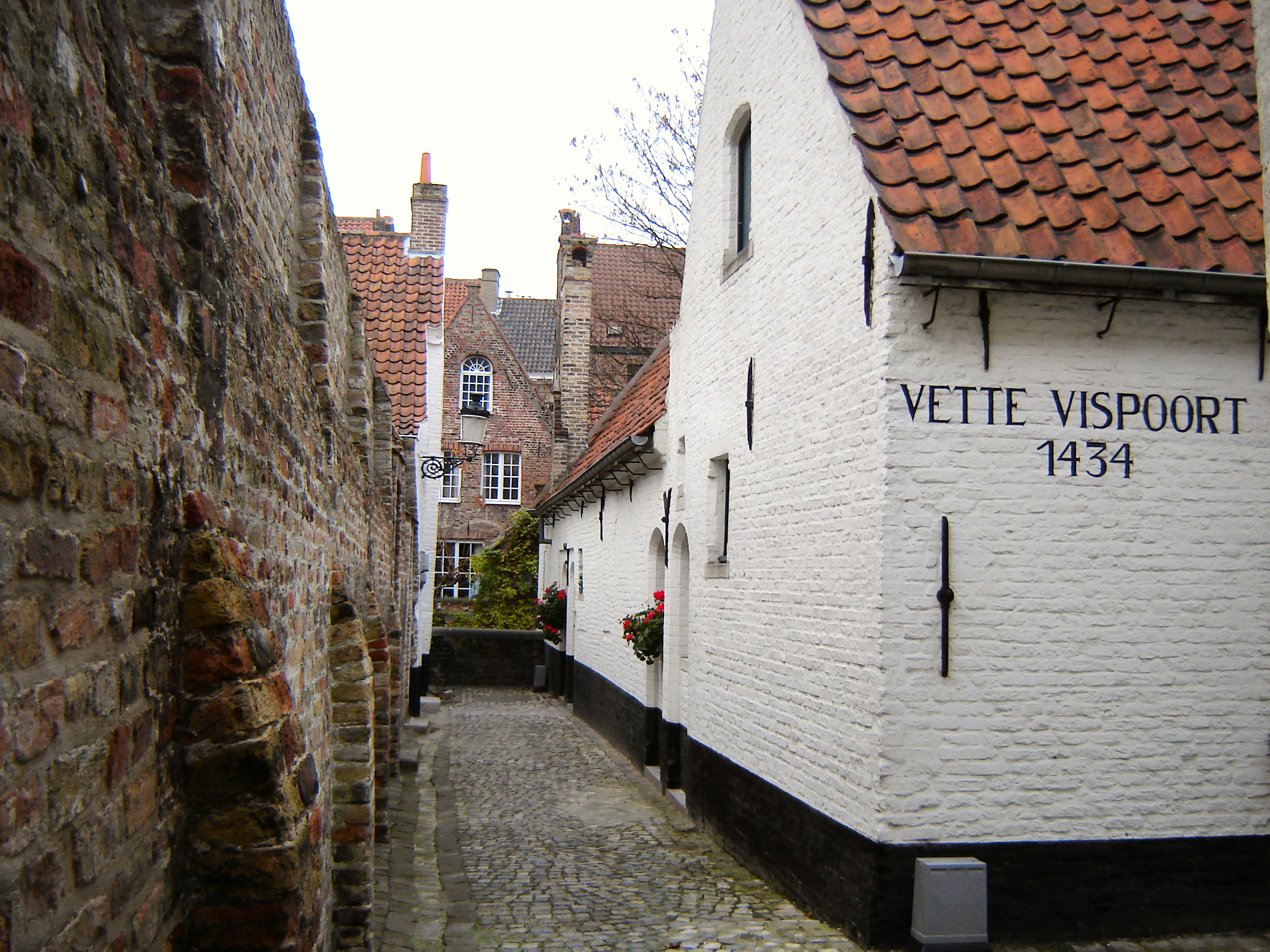
Godshuis "Vette Vispoort", Moerstraat.

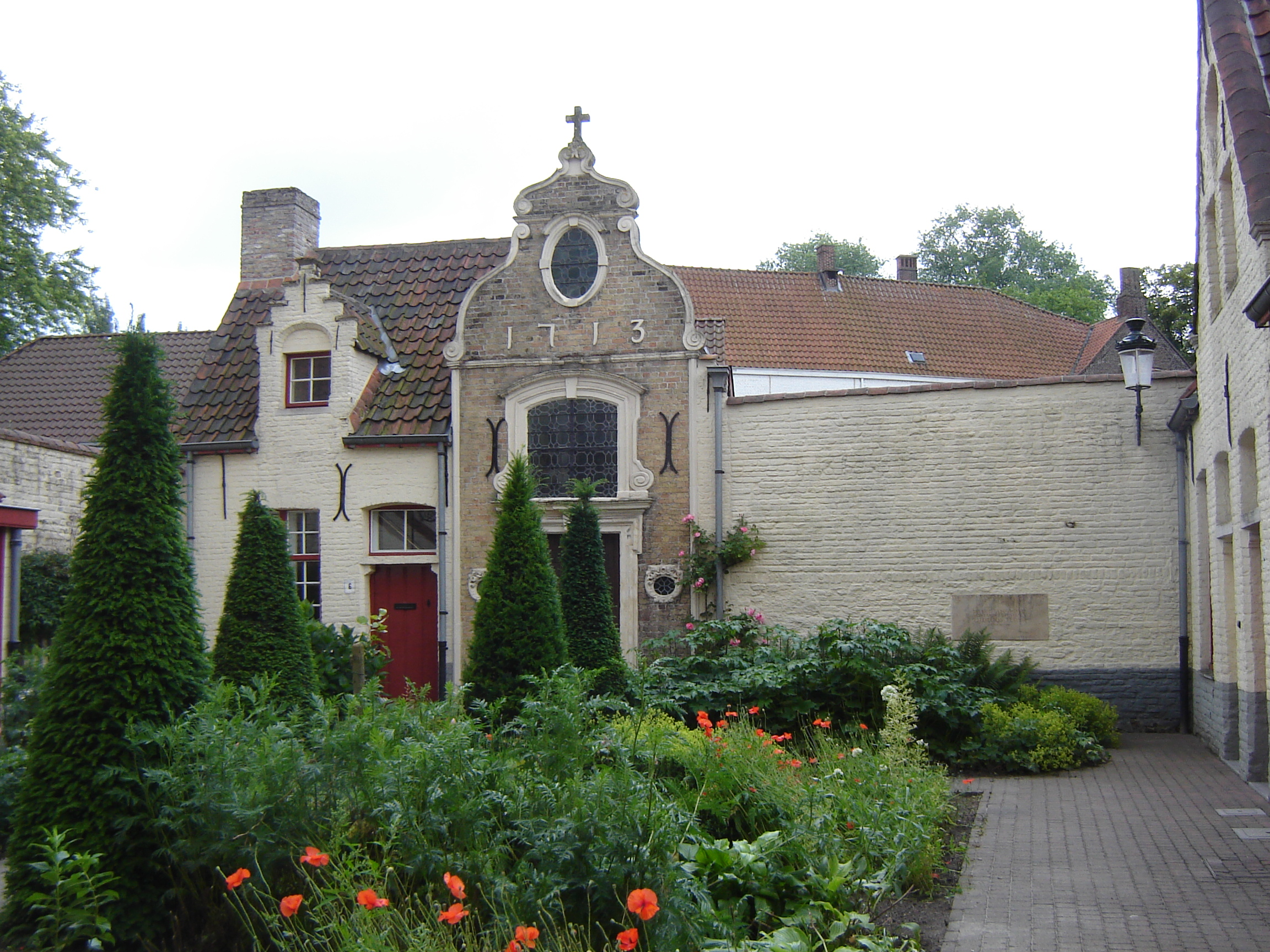
Godshuis "De Vos", Noordstraat.

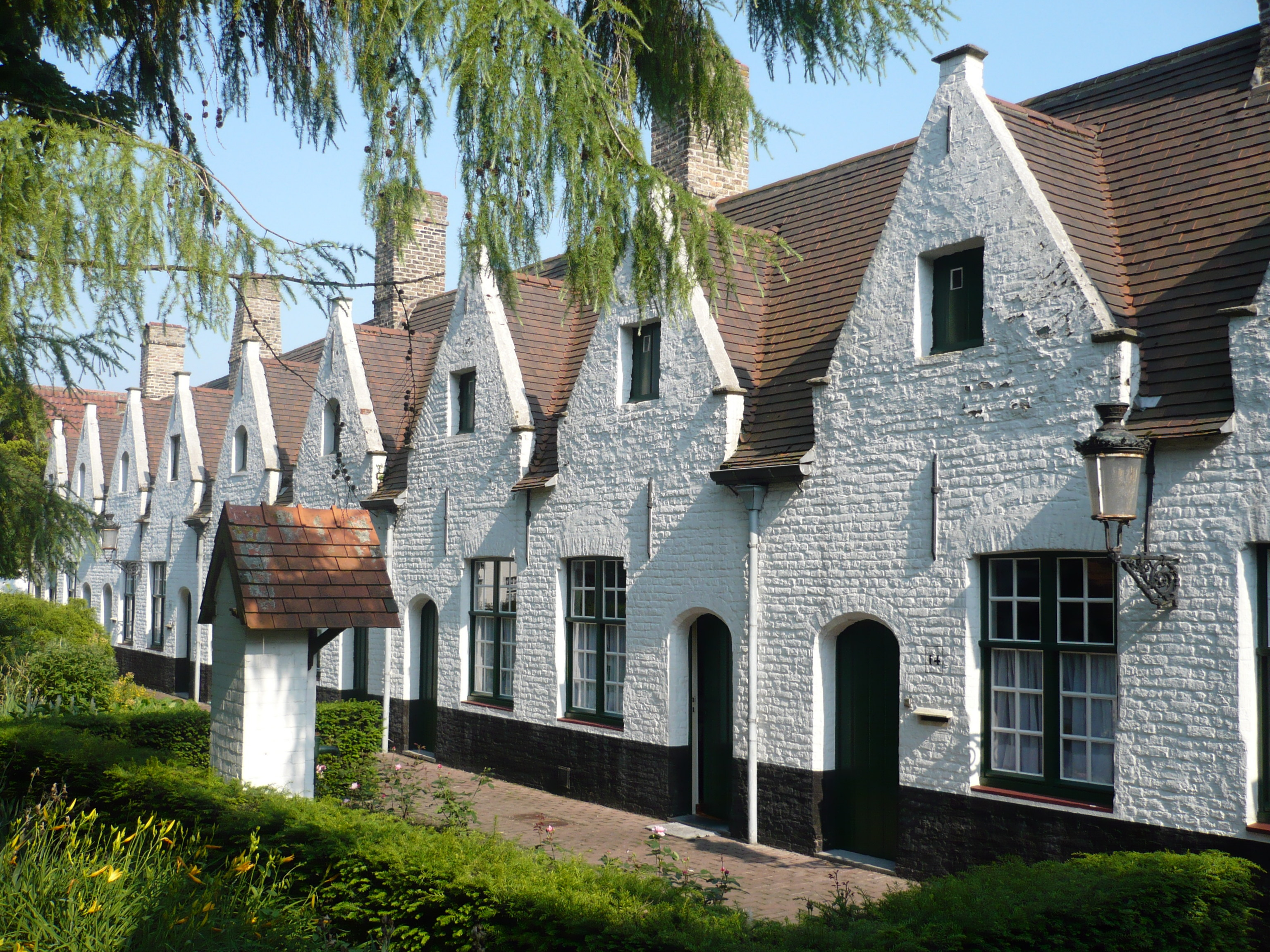
Godshuizen "De Mûelenaere", Nieuwe Gentweg.

De Godshuizen in Brugge behoren tot het patrimonium van het Openbaar Centrum voor Maatschappelijk Welzijn (OCMW) en bieden bewoning aan, aan minderbegoede bejaarden.

## Geschiedenis
De meeste godshuizen zijn kleine, wit of geel (Brugs geel) geschilderde huisjes, soms op een rij, soms gegroepeerd rond een binnentuin. Ze bevinden zich in het historische centrum van de Belgische stad Brugge en dragen op beduidende wijze bij tot het algemeen beeld dat deze stad aanbiedt.
Godshuizen werden vanaf de 14e eeuw opgericht door rijke burgers of door ambachtsgilden. De oudste thans nog bestaande dateren van 1330, 1335 en 1355. Ze gaven onderdak aan behoeftige bejaarden of weduwen zonder bestaansmiddelen. Ze werden opgericht door ambachten (de wevers, de smeden, de bakkers, de schoenmakers, de schippers, enz) of door privé personen. Tot op het einde van het ancien régime behoorden ze toe aan private stichtingen die door de besturen van de ambachten of door de afstammelingen van de stichters beheerd werden. Het Franse bestuur onteigende ze alle en bracht ze onder het openbaar bestuur dat men de Burgerlijke godshuizen noemde, waarbij de oorspronkelijke beheerders nog enig zeggingsrecht behielden over het toezeggen van de huizen.  Onder de wisselende namen van dit openbaar bestuur, zijn de godshuizen er eigendom van gebleven.
Over de stad zijn 45 grotere of kleinere godshuisbeluiken verspreid (een 46ste op de deelgemeente Sint-Pieters dateert uit 1959). Hiervan worden er 43 nog steeds door bejaarden bewoond. In totaal gaat het om 260 woningen die door het OCMW tegen geringe prijzen aan bejaarden worden verhuurd. De meeste godshuizen dragen nog steeds de naam van hun oorspronkelijke oprichters.
Het oudste nog bestaande godshuis is het 'Rooms Convent' van 1330 in de Katelijnestraat. Kort erop volgden Hertsberghe (1335, ook in de Katelijnestraat) en Sint-Joos (1352, in de Ezelstraat).
Brugge was natuurlijk niet de enige stad die 'godshuizen' kende. Gelijkaardige stichtingen trof men aan in alle steden van de Zuidelijke Nederlanden. In de Noordelijke provincies noemde men ze 'hofjes', in Engeland 'almshouses', in Frankrijk 'Maisons-Dieu'. Om veelvuldige redenen zijn ze op de meeste plaatsen verdwenen of bijna verdwenen. In Brugge hielden ze uitzonderlijk stand en zijn ze nog steeds een aanzienlijk en beeldbepalend element in de binnenstad, terwijl ze tevens een welkom instrument zijn in het sociale stedelijk beleid ten behoeve van de bejaarden.

## Liefdadigheid
In een samenleving waar de sociale voorzieningen weinig aanwezig waren, behoorde het toe aan de georganiseerde beroepsgroepen en aan de welvarende inwoners om te voorzien in de huisvesting en verzorging van stadsgenoten die niet voor de oude dag hadden kunnen sparen. De liefdadigheid werd aangewakkerd doordat de milde schenkers de overtuiging hadden hierdoor ook hun zielenheil veilig te stellen.
Wie gratis of bijna gratis mocht wonen nam de plicht op zich voor zijn weldoeners te bidden, zoals een 17e-eeuwse gedenksteen in het kapelletje van het godshuis Hertsberge specifiek vermeldt: ... was gebouwd opdat ze voor hem zouden bidden.... In bijna elk godshuis (ook die van relatief recente datum) was er een eenvoudige bidkapel voorzien. Het stichten van een godshuis betekende uiteraard ook prestige voor de voorname burgers die het zich konden permitteren, en dit straalde generaties lang op hun nakomelingen en familie af.
De bewoners die werden gehuisvest in de godshuizen van de ambachten, waren uiteraard beoefenaars van het beroep die op oudere leeftijd niet in eigen onderhoud konden voorzien. De privégodshuizen werden door de beheerders (vaak afstammelingen of verwanten van de stichters) toegewezen aan onbemiddelde lieden, soms echtparen, maar toch in meerderheid aan alleenstaande vrouwen. Soms kregen gehandicapten de voorkeur zoals in het godshuis voor de blinden, Onze-Lieve-Vrouw van Blindekens. De kandidaat-bewoners werden in dit geval door een chirurgijn op hun blindheid gecontroleerd.
De godshuizen waren niet bestemd voor totaal berooiden, maar voor verarmde bejaarden, die tegenspoed kenden door de dood van de kostwinner, door ziekte, handicap of ouderdom. Er werd een bescheiden huurgeld gevraagd en soms moesten de bewoners hun huisraad, bed en lakens meebrengen. Er was ook een huisreglement. Zo moest men Bruggeling zijn, dagelijks bidden voor zijn weldoener, en zich behoorlijk gedragen. Bedelen was verboden en slecht gedrag werd bestraft. In de meeste godshuizen kregen de inwoners een kleine som onderhoudsgeld en een dagelijkse kom soep. In de winter kregen ze brandhout.

## Architectuur
De godshuizen, in sobere en karakteristieke architectuur opgetrokken, zijn soms naast elkaar gebouwd, langs een straat of van de straat afgeschermd door een muur met een toegangspoort. In meerderheid zijn ze rond een binnentuin gebouwd. Fraaie voorbeelden hiervan zijn de godshuizen De Mûelenaere in de Nieuwe Gentweg en de ernaast gelegen godshuizen Sint-Jozef. De tuin was meestal gemeenschappelijk, maar werd soms ook opgedeeld in lapjes grond, waar elke bewoner wat groenten kon kweken. Oorspronkelijk bestonden de woningen ('stenen kamers' genoemd) uit een enkele kamer die dienstdeed als keuken, woonkamer en slaapkamer. Een steile trap leidde naar de zolder die stapelruimte bood. Op de koer stond het (al dan niet gemeenschappelijk) sanitair. In de 20ste en 21ste eeuw werden de huisjes per 2, soms per 3 samengevoegd en verbouwd tot een grotere en meer comfortabele woning.
Om reden van hun architecturale en kunsthistorische waarde zijn de meeste Brugse godshuiscomplexen als monument beschermd.

## Overzicht van de godshuizen
De godshuizen zijn verspreid over de hele binnenstad van Brugge. Van slechts een paar werd de oorspronkelijke sociale functie gewijzigd. Het gaat om de 'Schoenmakersrente' die in 1971 werd verbouwd tot Stedelijk Museum voor Volkskunde. Het tegenoverliggende godshuis 'Jeruzalem' (wel van het godshuistype, maar altijd in privébezit gebleven en niet behorende tot de godshuizen toebehorende aan het OCMW) is door de vzw Kantcentrum in gebruik genomen als kantschool.
De reeks omvat:
| Naam                                          | Adres                                                 | Foto | Nummer in Inventaris van het Bouwkundig Erfgoed | Opmerkingen |
| --------------------------------------------- | ----------------------------------------------------- | ---- | ----------------------------------------------- | --- |
| Bakkersrente, godshuis van het Bakkersambacht | Zwarte-Leertouwersstraat 22-26                        |      | 82022                                           | Gesticht in 1469. |
| De Boodt                                      | Helmstraat 1                                          |      | Vermelding, geen afzonderlijk nummer            | Gesticht in 1567. |
| Brooloos, Laris en Stochove                   | Baliestraat 86-90                                     |      | 82875                                           | Respectievelijk gesticht in 1459 door J. Brooloos, in 1473 door M. Laris en in 1689 door V. Stockhove.                    |
| Marie De Clercq                               | Van Voldenstraat 1-11                                 |      | 82451                                           | Gesticht in 20e eeuw. |
| Cobrysse                                      | Leffingestraat 5-11                                   |      | 83364                                           | Gesticht in 1663. |
| Coppé                                         | Balsemboomstraat 11-15                                |      |                                                 | Gesticht in 1957, gebouwd in 1959.                                                                                        |
| De Croeser                                    | Raamstraat 29-57                                      |      | 82773                                           | Gesticht in 1919 door Alexander De Croeser                                                                                |
| De Fontaine                                   | Zwarte Leertouwersstraat 68-82                        |      | 82294                                           | Gesticht in 1636 door Graaf Paul-Bernard de la Fontaine en zijn echtgenote Anna de Raggicourt.                            |
| De Generaliteit                               | Katelijnestraat 79-83                                 |      | 81998                                           | Sinds 1873 afgesplitst van Godshuis Hertsberge.                                                                           |
| Godshuizen Metselaarsambacht                  | Noord-Gistelhof 1-9                                   |      | 83005                                           | Gesticht in 1757. |
| De Moor                                       | Boeveriestraat 52-62                                  |      | 82438                                           | Gesticht in 1480 door Donaas De Moor en echtgenote Adriana De Vos.                                                        |
| De Muelenaere                                 | Nieuwe Gentweg 8-22                                   |      | 82042                                           | Gesticht in 1613 door Johanna de Muelenaere en in het volgende decennium gebouwd.                                         |
| De Pelikaan                                   | Groenerei 8 \| 1-4                                    |      | 81928                                           | Gesticht in 1714. |
| Goderickx Convent                             | Moerstraat 7-17                                       |      | 29486                                           | Gesticht in de Geerwijnstraat in 1383 en in 1589 overgebracht naar de hoek Moerstraat - Geerwijnstraat.                   |
| Het Heilig Nest                               | Pottenmakersstraat                                    |      | 82748                                           | Gesticht in 20e eeuw. |
| Heilige Moeder Anna                           | Potterierei 51-53                                     |      | 83187                                           | Gebouwd in 1901. |
| t Groot Hertsberge                            | Katelijnestraat 85-91                                 |      | 82002                                           | Gesticht in 1683. |
| Godshuis van de Kleermakers                   | Oude Gentweg 126-130                                  |      | 82100                                           | Gebouwd in 1756. |
| Kattepoortje                                  | Oude Gentweg 153-167                                  |      | 82107                                           | In 1952 omgevormd van pleinbeluik tot godshuis.                                                                           |
| Le Maire                                      | Walplein 30-31                                        |      | 82228                                           | Gesticht in 1910. |
| Godshuizen Moulaert                           | Blankenbergsesteenweg 188-196                         |      | Vermelding, geen afzonderlijk nummer            | Gesticht in 1959. |
| Ondermarck                                    | Van Voldenstraat 13-23, Hendrik Consciencelaan 19, 20 |      | 82452                                           | Gesticht in 1710 in Bilkske, overgebracht in 1903 naar Van Voldenstraat.                                                  |
| Onze-Lieve-Vrouw van Bijstand                 | Rozendal 18-30                                        |      | 82783                                           | Gesticht in 1690 door Pieter De Clerck en zijn derde echtgenote Constance van de Walle.                                   |
| Onze Lieve Vrouw van Blindekens               | Kreupelenstraat 10-18 & Kammakersstraat 19-25         |      | 82489, 82490 en 82493                           | Gesticht door broeder Pieter vanden Driessche in 1667.                                                                    |
| Onze Lieve Vrouw van de Zeven Weeën           | Driekroezenstraat 2-6, Oude Gentweg 8                 |      | 81852                                           | Gesticht door Maria de Damhouder en Joost van der Straeten in 1653.                                                       |
| Paruitte                                      | Willemijnendreef 22-28 - Stijn Streuvelsstraat        |      | Vermelding, geen afzonderlijk nummer            | |
| Reylof - De Blieck                            | Korte Vuldersstraat 1-3                               |      | 29396                                           | In 1455 gesticht door J. De Blieck. In 1631 uitgebreid door O. Reylof                                                     |
| Reyphens                                      | Hendrik Consciencelaan 2-11                           |      | 82444                                           | In 1634 Gesticht Joos Reyphins in de Nieuwe Gentweg. In 1905 overgeplaatst naar huidige locatie.                          |
| Rooms Convent                                 | Katelijnestraat 9-19                                  |      | 81978                                           | Reeds vóór 1330 gesticht als convent.                                                                                     |
| Roussel                                       | Hendrik Consciencelaan 12-18                          |      | 82445                                           | Gesticht in 1931. |
| De Schipjes                                   | Peterseliestraat 136-158                              |      | 83167                                           | 1908 |
| Spanoghe                                      | Katelijnestraat 8, Stoofstraat 8-10                   |      | 81977                                           | Gesticht in 1680 door Francesca Spanooghe.                                                                                |
| Sint-Joos                                     | Ezelstraat 83, 87-105                                 |      | 82605                                           | Gesticht in 1352 nabij Ezelpoort. Later naar huidige locatie overgebracht, waar vroeger godshuis "Reyphins gevestigd was. |
| Sint-Jozef                                    | Nieuwe Gentweg 24-32                                  |      | 82044                                           | Gesticht in 1699 door M. Wouters in de Oostmeers. in 1905 overgebracht naar huidige locatie.                              |
| Sint-Trudo                                    | Garenmarkt 23-25                                      |      | 81899                                           | In 1808 door de dismeesters van Sint-Magdalena ingericht als godshuis.                                                    |
| Sint-Walburga                                 | Raamstraat 12                                         |      | 82768                                           | Gesticht in 1432. |
| Soutieu                                       | Maagdendal 16-26                                      |      | 83004                                           | Gesticht in 1661 en in 1910 overgebracht naar huidige locatie.                                                            |
| Van Campen Sucx                               | Boeveriestraat 5-7, Gloribusstraat 1-5                |      | 82419                                           | Gesticht in 1436 door Pieter van Campen.                                                                                  |
| Van Peenen - Gloribus                         | Gloribusstraat 2-12                                   |      | Vermelding, geen afzonderlijk nummer            | Gesticht door Isabella Gloribus, echtgenote van Pieter Van Peenen.                                                        |
| Vander Meulen                                 | Greinschuurstraat 13-17                               |      | 82453                                           | Gesticht in 1676. |
| Van Pamel                                     | Kammakersstraat 7-11                                  |      | 82487                                           | Gesticht door Jan van Paemel in 1664.                                                                                     |
| Van Peenen - Gloribus                         | Boeveriestraat 9-19                                   |      | 82422                                           | Gesticht in 1621 door Pieter Van Peenen                                                                                   |
| Van Volden                                    | Boeveriestraat 50                                     |      | 82437                                           | In 1614 door Gerard en Herman van Volden als Godshuis ingericht.                                                          |
| De Vette Vispoort                             | Moerstraat 8-16                                       |      | 29485                                           | Gesticht in 1434 door J. Fierens en M. van Leeuwerghem. In 1614 naar huidige locatie verplaatst.                          |
| Marius Voet                                   | Kammakersstraat 13-17                                 |      | 83697                                           | Gesticht door Marius Voet in 1672.                                                                                        |
| De Vos                                        | Noordstraat 6-14                                      |      | 82087                                           | Gesticht en gebouwd ca. 1713-1715 door C. de Vos.                                                                         |
| Wevershof                                     | Wevershof 1-22 & Zonnekemeers 7-11                    |      | 82403                                           | In 1924 aangekocht door de Commissie van Openbare Onderstand en in 1936-37 omgevormd tot godshuizen.                      |
| Elisabeth Zorghe, Paruitte en De Schippers    | Stijn Streuvelsstraat 3-49                            |      | 83131                                           | In 1631 gesticht door Elisabeth Zorghe. In 1897 naar huidige locatie verplaatst.                                          |

Gewijzigde bestemming:
| Naam                                  | Adres           | Foto | Nummer in Inventaris van het Bouwkundig Erfgoed |
| ------------------------------------- | --------------- | ---- | ----------------------------------------------- |
| Dopsconvent                           | Begijnhof 32-40 |      | 82317                                           |
| Onze-Lieve-Vrouw Boodschap            | Zakske 26-32    |      | 82840                                           |
| Schoenmakersrente (Museum Volkskunde) | Balstraat 27-41 |      | 83084                                           |
| Godshuizen Jeruzalem (Kantcentrum)    | Balstraat 2-12  |      | Vermelding, geen afzonderlijk nummer            |